# Лампа-фара

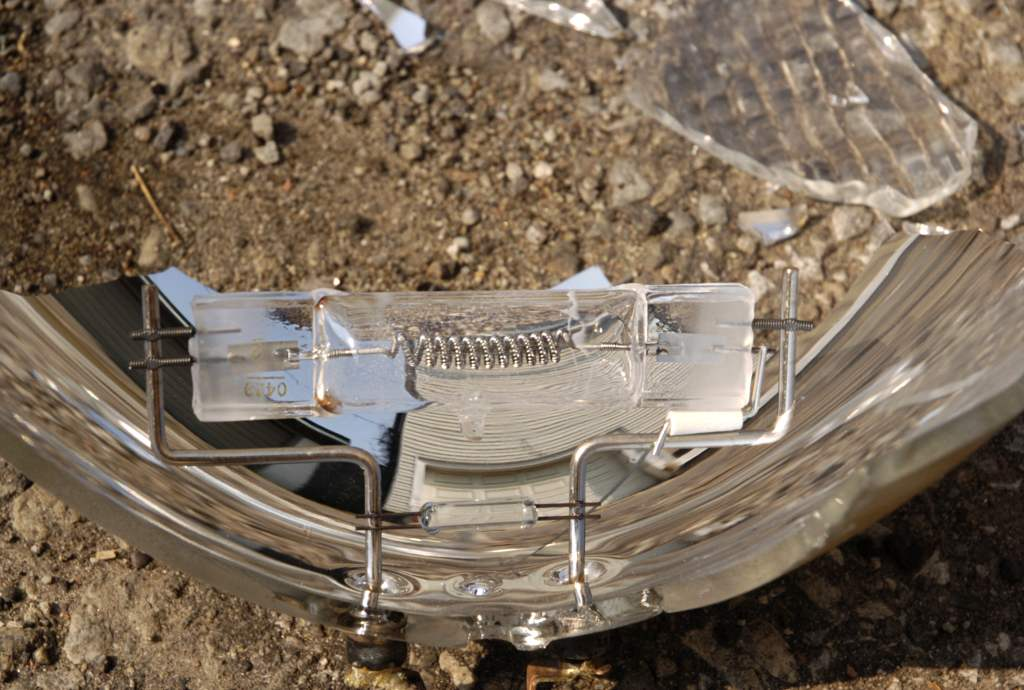
Перегоревшая лампа-фара, сломанная, чтобы показать внутренности. При перегорании вся сборка (отражатель, лампа, линза) заменяется. Преимущество — хорошая центровка, абсолютная непроницаемость для грязи, влаги и т. п.

Лампа-фара — вид ламп, состоящих из отражателя и нити накала в единой сборке, на которой крепится крышка (линза) из прозрачного стекла. Первоначально в автомобильных фарах использовались небольшие лампочки и отражатели, закрытые рифлёной линзой для ослабления яркого света от нити накаливания. Крышку необходимо было изолировать прокладкой. Недостатки таких фар побудили к открытию устройства лампы-фары.

## Автомобильные фары
Если для головного освещения автомобиля применяется лампа-фара, то отражатель, линза и лампочка представляют собой цельный элемент, полностью заменяемый в случае перегорания. Объединение в одну конструкцию необходимо для направления лучей, чтобы соответствовать требованиям безопасности. После каждой замены фары требуется регулировка направления лучей. Лампы-фары появились в 1940 году в Соединённых Штатах и со следующего года стали обязательными до 1984 года; у машин, до и после этого промежутка, могло быть множество конфигураций фар. Ограниченная серия стандартных ламп-фар ограничивала возможности дизайна автомобиля. Дизайн современных фар делает возможным получить требуемый уровень освещённости со всё более компактными лампами.
Лампы-фары идут различных напряжений, самые частые: 6, 12, 28, 120 и 230 В. Посадочные огни взлётно-посадочных полос, которые также используются на открытых концертах и для освещения сцен, устанавливаются типа лампы-фары, так как имеют очень узкий луч распространения света.
Современные лампы-фары имеют дополнительную оболочку вокруг нити накаливания, в старых образцах её нет. Внутренняя оболочка содержит галоген для продления работоспособности нити накаливания и обеспечения большей освещённости при той же мощности; для того, чтобы это работало галоген должен быть заключён в области вокруг нити накаливания второй оболочкой, как правило из плавленного кварца, способного выдержать жар нити накаливания. Такие «галогеновые лампы-фары» появились в автомобилях США в 1978 году.

## Освещение сцен и зданий
Лампы-фары часто используются при освещении сцен. Их обычный размер — алюминированный параболический отражатель 64 (Прожектор PAR 64). Также используется для освещения рок-концертов и наружного архитектурного освещения. PAR-лампы измеряются не в единицах СИ, а в единицах, равных 1/8 дюйма, так освещение PAR 64 — свет диаметром 8 дюймов (64 * 1/8 = 8). Оправа, в которую входит лампа-фара, называется «PAR-банками», так оправа PAR 64 — банка диаметром 8 дюймов.
Другие популярные размеры — PAR 56, PAR 38 и PAR 36.
По раскрытию луча различают обозначения: FL (с широким углом), SP (с небольшим углом), NSP (с малым углом), VNSP (с очень малым углом). Штампуются сзади отражателя.
Прожекторы PAR 64 обычно идут мощностью 250 Вт, 500 Вт или 1000 Ватт.